# Jachiam Bifrun
Jachiam Bifrun (également appelé Giachem ou Jacob), né à Samedan le 8 avril 1506 et mort le 13 décembre 1572, est un juriste suisse du canton des Grisons.
Il est surtout connu comme un des fondateurs de la version écrite de la langue romanche et pour avoir publié à ses frais la traduction en romanche du Nouveau Testament.
Né à Samedan dans une famille aisée, il étudie le droit pendant trois ans à Paris après des séjours à Bâle et à Zurich. Il se convertit à la Réforme après une rencontre avec Zwingli. Sa traduction du Nouveau Testament est basée sur la traduction en latin d'Érasme.

## Source
Ottavio Clavuot, « Jachiam Bifrun » dans le Dictionnaire historique de la Suisse en ligne.